# Municipio de El Espinal (Oaxaca)
El municipio de El Espinal es uno de los 570 municipios en que se encuentra dividido el estado mexicano de Oaxaca. Localizado en la región del Istmo de Tehuantepec y su cabecera es el pueblo de El Espinal.

## Geografía
El municipio de El Espinal se encuentra localizado en el extremo suroeste del estado de Oaxaca, forma parte de la región Istmo y del distrito de Juchitán. Tiene una extensión territorial de 56 253 kilómetros cuadrados, sus coordenadas geográficas extremas son 16° 24' - 16° 32' de latitud norte y 94° 58' - 95° 07' de longitud oeste y su altitud va a de 0 a 100 metros sobre el nivel del mar.
Limita al noroeste con el municipio de Asunción Ixtaltepec, al sureste con el municipio de Heroica Ciudad de Juchitán de Zaragoza y al suroeste con el municipio de San Blas Atempa.

## Demografía
De acuerdo a los resultados del Censo de Población y Vivienda realizado en 2020 por el Instituto Nacional de Estadística y Geografía, la población total del municipio de El Espinal es de 8 730 habitantes, de los que 4 239 son hombres y 4 491 son mujeres.

### Localidades
El municipio tiene un total de 52 localidades. Las principales localidades y su población en 2020 son las siguientes:
| Localidad                              | Población (2010) |
| -------------------------------------- | ---------------- |
| El Espinal                             | 8 125            |
| Ingenio Juchitán (José López Portillo) | 270              |
| Colonia Nueva (José López Portillo)    | 54               |
| Total municipio                        | 8 730            |

## Política
El gobierno del municipio de El Espinal corresponde a su ayuntamiento. Éste es electo por el principio de partidos políticos, vigente en 146 municipios de Oaxaca; a diferencia del sistema de usos y costumbres vigente en los restantes 424. 
Por tanto su elección es como en todos los municipios mexicanos, por sufragio directo, universal y secreto para un periodo de tres años no renovables para el periodo inmediato pero si de forma no consecutiva, el periodo constitucional comienza el día 1 de enero del año siguiente a su elección.
El Ayuntamiento se integra por el presidente municipal, un Síndico y un cabildo formado por seis regidores.

### Representación legislativa
Para la elección de diputados locales al Congreso de Oaxaca y de diputados federales a la Cámara de Diputados federal, el municipio de El Espinal se encuentra integrado en los siguientes distritos electorales:
Local:
- Distrito electoral local de 20 de Oaxaca con cabecera en Heroica Ciudad de Juchitán de Zaragoza.[5]

Federal:
- Distrito electoral federal 7 de Oaxaca con cabecera en Heroica Ciudad de Juchitán de Zaragoza.[6]

## Presidentes municipales
| Nombre                      | Período     | Partido |
| --------------------------- | ----------- | ------- |
| Claudio Toledo Villalobos   | 1989 - 1992 |         |
| Rogelio Matus Toledo        | 1993 - 1995 |         |
| José Salinas Lima           | 1996 - 1998 |         |
| Roberto Ordaz Castillejos   | 1999 - 2001 |         |
| Jorge Toledo Luis           | 2002 - 2004 |         |
| Saulo Chávez Alvarado       | 2005 - 2007 |         |
| José Matus Alvarado         | 2008 - 2010 |         |
| Raúl Edgardo Benítez Meza   | 2011 - 2013 |         |
| Claudio Toledo Villalobos   | 2014 - 2016 |         |
| Raúl Edgardo Benítez Meza   | 2017 - 2018 |         |
| Hazael Matus Toledo         | 2019 - 2021 |         |
| Joselito Valencia López     | 2022 - 2024 |         |
| Esperanza Benítez Arizmendi | 2025 - 2027 |         |